# ソープ事件
ソープ事件（ソープじけん、英: Thorpe affair）は1970年代に起きたイギリスの政治的・性的スキャンダル事件であり、自由党の党首で、ノース・デヴォン区選出だった庶民院議員、ジェレミー・ソープが政界引退に追い込まれた。この事件は、ノーマン・ジョシフ、またの名をノーマン・スコット（英: Norman Josiffe / Norman Scott）による、1960年代にソープと同性愛関係にあったという主張から始まっている（→#発端）。
ソープは友人関係だったことは認めたものの、同性愛関係についてはきっぱりと否定した。同僚政治家と報道機関の協力により、10年以上の間、ソープの不品行の噂が報道されることは決してなかった。それでもスコットの訴えは依然として脅威であり、人気を回復して政権に近付いていた自由党とソープにとって、スコットの存在は1970年代半ばまで危険なものであり続けた（→#さらなる脅威）。スコットの買収や、脅迫で黙らせるといった行為はいずれも失敗に終わり（→#刺激材料、#関係者が主張した「共謀」）、1975年にはスコットを狙ったガンマンが彼の犬を射殺する事件が起き、副作用的に事件は明るみに出てしまった（→#銃撃）。新聞各社の暴露記事により、ソープは1976年に自由党党首の座を追われ（→#暴露）、続いてソープら4人はスコット殺しを共謀した疑いで警察の捜査を受けることになる。また、事件の審理が始まる前に行われた1979年イギリス総選挙で、ソープは自身の議席を失った。
1979年5月に行われた審理の刑事訴追は、スコット、国会でソープと同僚だったピーター・ベッセル、そして雇われたガンマンのアンドルー・ニュートンの証言に強く依存していた（→#拘留と公判）。法廷でしっかりと主張できた者はおらず、ベッセルの言葉の信用性は、『サンデー・テレグラフ』での彼の経済状況暴露により、大きく損なわれた。裁判の説示で、判事は刑事訴追の証拠について酷評し、4人の被告は全員無罪となった（→#無罪判決、そして事件の余波）。それでもソープの社会的評価は、この事件の間に取り返しの付かないほど傷付けられていた。ソープは公判で証言しないことを選んだが、そのせいで事件に対する市民の不安の中には、説明されないままの事項もいくつか残ることになった。
ソープの引退は1980年代半ばに患ったパーキンソン病で急かされることになり、この後彼は公共の場にほとんど姿を見せていない。自らの選挙区だったノース・デヴォンの自由民主党とは和解し、1988年から亡くなる2014年まで名誉会長職にあった（→#無罪判決、そして事件の余波）。公判前に警察が証拠隠滅を図った疑いについては、2015年に捜査が行われた。

## 背景

### 同性愛とイギリスの法律
イングランドとウェールズ（スコットランド・北アイルランドには適用されなかった）での同性愛行為のほとんどを脱犯罪化した1967年性犯罪法通過まで、男性同士の性活動はイギリス全土で非合法であり、また重い刑事的処罰が科されていた。ホモセクシュアル・ロー・リフォーム・ソサエティの書記だったアントニー・グレイは、「この問題[同性愛行為]には、犯罪と堕落、異質性の忌まわしい雰囲気が付きまとっていた」と書き残している。
政界の人物は、特に暴露される危険性を秘めていた。パディントン北選挙区選出の労働党議員だったウィリアム・J・フィールドは、公衆便所で誘惑したとして有罪になり、1953年に議席を追われた。翌年には貴族院の最年少議員だったビューリのモンタギュー男爵が、「著しい不品行」（英: "gross indecency"）で有罪判決を受け1年服役し、デイヴィッド・マクスウェル・ファイフ内務大臣の悪意に満ちた「男性の性的倒錯一掃」（英: "drive against male vice"）運動の被害者となった。
それから4年経っても、人々の態度はそこまで変化しなかった。ハロルド・マクミラン内閣で外務・英連邦省政務次官を務めていたイアン・ハーヴィーが、コールドストリームガーズの男性と淫らな関係にあったとして1958年11月に有罪判決を受け、彼は政務次官職とハーロウ東選挙区の議席の両方を失うことになった。ハーヴィーは保守党や古くからの友人の多くから排斥され、その後の人生で公職に就くことも無かった。このため、当時の政界進出者は、同性愛行為を暴露されることは、自身のキャリアを一瞬にして無にするものだと認識していたのである。

### ソープの場合

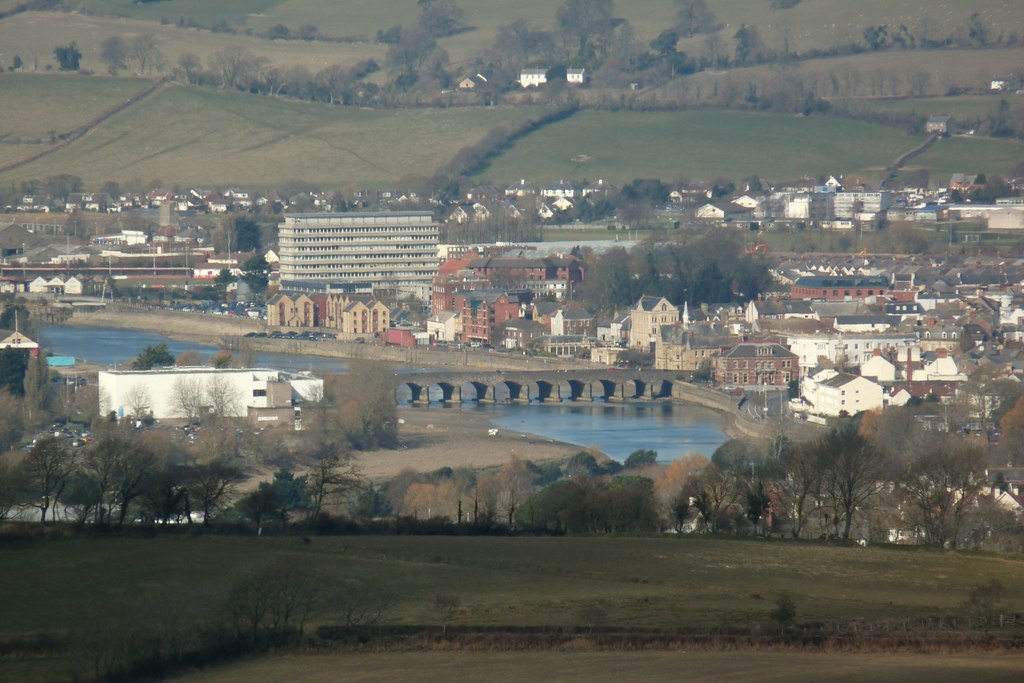
バーンステイプル (Barnstaple) 、ソープの地盤だったノース・デヴォン選挙区の中心都市

ジョン・ジェレミー・ソープは、1929年に2代続く保守党国会議員の息子として生まれた。イートン・カレッジに通った後、彼はオックスフォード大学のトリニティ・カレッジで法学を学び、ここで政治家になる決心をしたソープは、勉強よりも自分の個人的影響力を強めることに主力を注いだ。一方の自由党は、1940年代遅くまでにはイギリス政界での力を失いつつあったものの、野心的な若い政治家たちに国政での発言の場と挑戦の機会を与えていた中道派の小党で、ソープは保守党の家系を自ら否定して自由党に加わった。彼は大学のリベラル・クラブで書記、続いて部長になり、多くの党幹部らと面会した。1950年から1951年の春学期（1月から3月）には、ソープはオックスフォード・ユニオンの会長に就任した。
弁護士免許取得のためインナー・テンプルで学んでいた1952年、ソープは将来有望な自由党の議員候補としてノース・デヴォン選挙区を引き継いたが、この選挙区は前年の1951年イギリス総選挙では保守党議員が当選しており、自由党は労働党にも敗れて第3位となっていた。ソープは「自由党への投票は自由への投票」（英: "A Vote for the Liberals is a Vote for Freedom"）というスローガンを用いてたゆみなく選挙区で活動を行い、1955年イギリス総選挙では保守党の対立候補との得票差を半分にまで縮めた。4年後の1959年10月に行われた選挙では、わずか362票差で議席を獲得し、保守党のマクミラン政権が勝利した中、議席獲得に成功した自由党員6人の中に名を連ねた。
作家で元国会議員のマシュー・パリスは、ソープは1959年の総選挙で当選した新人議員の中で、最も颯爽とした1人だと回顧している。ソープ最大の政治的関心は人権分野にあり、南アフリカでのアパルトヘイトを批判する彼の演説は、南アフリカ国家保安局の注意を引き、上り調子の自由党員として警戒されるほどだった。ソープは、イートン校の同級生だったアンソニー・アームストロング＝ジョーンズとマーガレット王女の結婚式（1960年）でベストマンとして一時期検討されたが、調査で同性愛傾向が見られたとして却下されている。日常的に国会議員全員の調査を行っていた保安局 (MI5) は、この情報をソープの調査書に加えたという。

### ジョシフ、後にスコットと名を変えた男
ノーマン・ジョシフ（英: Norman Josiffe）は、1940年2月12日にケント・シドカップで生まれ、1967年頃「スコット」（英: Scott）という名字を名乗り始めた。母はイーナといった（旧姓リンチ、英: Ena Josiffe, née Lynch）。2番目の夫だったアルバート・ジョシフ（英: Albert Josiffe）は、ノーマンが生まれた後すぐに家族を棄てた。それでも彼の幼少期は、比較的幸せで安定したものだったという。15歳で何の資格も無いまま学校を卒業した後、動物チャリティでポニーを得た彼は、一人前の乗り手となった。16歳の時には、鞍とポニーの餌を盗んだとして起訴され、保護観察処分を受けている。保護観察官の勧めもあり、彼はサリー・オクステッドのウェスタラム騎馬学校で訓練を受け、チェシャー・オルトリンガムの厩舎で職を得た。オルトリンガムへ引っ越した後、彼は家族と一切の縁を切ることを選び、「リンチ＝ジョシフ」（英: "Lianche-Josiffe"、"Lianche" は "Lynch" を上品に綴ったもの）との名字を名乗り始めた。また貴族の生まれであると仄めかし始め、家族に悲劇があり、自分が孤児として残されたのだと匂わせ始めた。
1959年、ジョシフはオックスフォードシャー、チッピング・ノートンのキンガム厩舎（英: Kingham Stables）に移り、馬丁として働きつつ、馬場馬術を学んだ。厩舎を所有していたノーマン・ヴェイター（英: Norman Vater）は、炭坑夫の息子でありながら自力で出世した人間で、ジョシフのように自分の名前を誇張し、"Brecht Van de Vater"（ドイツ語読みならば「ブレヒト・ファン・デ・ファーター」、英語読みならば「ブレクト・ヴァン・デ・ヴェイター」）との通り名で知られていた。のし上がる過程で、ヴェイターは上流階級に多くの友人を作っており、その中にソープもいた。当初ジョシフはこの厩舎に落ち着き、満足していたが、ヴェイターが独断的で自分本位な態度を取っていたことで関係が悪化し、また同僚とも上手く付き合うことに失敗した。ジョシフは、後にジャーナリストに言われたように、「口車に乗せて他人の共感を引く（そしてヒステリー的な癇癪で相手の人生を惨めにさせる）類い稀なる才能」を発揮し始めることになる。

### ベッセル
ソープより8歳年上のピーター・ベッセル（英: Peter Bessell）は、自由党政治に身を投じる1950年代より前に、既に商売で成功を収めていた。彼は1955年トーキー選挙区補欠選挙に自由党候補として立候補して確実に得票数を伸ばし、1959年総選挙までの自由党国会運営で最初の躍進として党の指導部に注目された。その後、より勝算が見込めるボドミン選挙区の候補になったほか、ソープの賞賛者・友人となり、ソープはベッセルの秀でた洞察力に感銘を受けた。1959年総選挙にボドミン選挙区から立候補したベッセルは、保守党との得票差を縮めることに成功し、次の1964年10月総選挙では3,000票以上の得票差を付けて勝利した。名前の後ろに付く "MP" の威信を傘に、ベッセルは相当なまでの金儲けに走り、次の自由党首と睨んだソープへの親交も維持した。
ベッセルはソープについて、社交性と思いやりがありながら、女性の友人もおらず、女性に興味が無いようだと記録している。自由党の元国会議員フランク・オーウェンは、ベッセルに対してソープが同性愛なのではないかという疑念を打ち明けたが、イングランド南西部選出の自由党議員にこの疑念は広がっていた。同性愛と暴露されればソープの経歴は一巻の終わりであり、ベッセルは自ら彼の援護者に名乗り出て、ソープからの信頼を得るために、自分がバイセクシュアルだと偽ることすらしていたと回顧している。

## 発端

### ソープとスコットの友人関係
1960年末から1961年はじめにかけて、ソープはキンガム厩舎のヴェイターを訪ね、短時間ジョシフとも顔を合わせている。この面会でジョシフに惹かれたソープは、助けが必要ならば庶民院に訪ねてくるようジョシフへ示唆するほどだった。この後すぐ、ジョシフはヴェイターとの深刻な不一致があり、厩舎を離れることになる。彼は更に神経衰弱に苦しみ、1961年のほとんどを精神科的治療を受けて過ごした。リトルモアのアスハースト病院を退院して1週間後の同年11月8日、ジョシフはソープに会うため庶民院に向かった。ジョシフはひどく貧乏で、家無しだった上に体調も優れず、当時定職を得て生活保護・失業手当を受けるのに必要だった国民保険カードを持ち出さずに、ヴェイターの厩舎を引き払っていた。ソープはジョシフに自分が助けてやると確約した。
ジョシフの供述によれば、ソープとの同性愛関係は、同じ夜にオックステッドにあったソープの母親宅で始まり、そこから数年続いたという。一方のソープは、友情を育んだことは認めつつも、性的側面があったことに関してはきっぱりと否定している。彼はジョシフがロンドンで滞在できる場所を用意してやり、また自らのノース・デヴォン選挙区にあるバーンステイプルで民家に長期間住みこませてもらえるよう計らった。彼はジョシフが馬の仕事を得られるよう、雑誌『カントリー・ライフ』での広告費も払い、急場しのぎの仕事をいくつも集め、フランスで馬場馬術を学びたいというジョシフの野心を叶えてやると請け合った。父親が航空事故で死んだというジョシフの主張に基づき、ソープの事務弁護士たちはどれだけの金銭が支払われるべきか調査したが、当のアルバートがオーピントンで元気に暮らしていた事実に行き当たった。
1962年初頭、ジョシフはスエードのジャケットを盗んだ罪で警察の聴取を受けるが、ソープは捜査官に対し、ジョシフは精神疾患から回復しつつあるところで、未だ治療中なのだと説得したという。この一件についてはこれ以上の捜査が行われなかった。1962年4月、ジョシフは新しい国民保険カードを得たが、後に彼が語ったところによると、これは自分がジョシフの雇用者だとしてソープが取得したものであったという。ソープはこの話を否定したが、「消えたカード」はジョシフの不満の原因であり続けた。ジョシフはソープに軽視されていると感じ始め、抑うつ症状にあった1962年12月には、ソープを撃ち殺して自殺したいという企図を友人に漏らすまでになった。この友人は警察に通報し、ジョシフは警察に対してソープとの同性愛関係について詳細な供述を行い、それを裏付ける手紙をいくつか書いた。これらの証拠物品は、警察の捜査開始には不十分だったが、この事実はMI5のソープに関する調査書に書き加えられた。
1963年、ジョシフは北アイルランドで乗馬講師として働き、比較的穏やかな生活を送っていたが、ダブリン・ホース・ショーで大怪我を負ってしまい、安定した生活に終止符が打たれる。ジョシフはイングランドに戻り、ウルヴァーハンプトンの乗馬学校の職を見つけるが、彼の風変わりな行動が目に余ったとして、数ヶ月で離職を促されてしまう。当てもなくロンドンで過ごした後、ジョシフはスイス・ポラントリュイで馬丁を募集する広告を見つける。ソープは自身の影響力で、ジョシフがこの職を得られるよう保証してやった。ジョシフは1964年12月にスイスへ旅立ったが、仕事が出来る状況では無かったと愚痴り、すぐにイングランドへ戻って来た。急いで出発した際、ジョシフは自分のスーツケースを置いて行ってしまったが、ジョシフいわく、この中にはソープとの同性愛関係に関する主張を裏付ける手紙その他の資料が詰まっていた。

### 脅迫と口封じ策
ソープは国会討論での鋭い議論で、機転の利く強烈な人物であることを証明し、庶民院での存在もすぐに大きくなった。1962年7月、保守党は補欠選挙で破滅的な結果に終わり、ハロルド・マクミラン首相が7人の閣僚を交代させる「長いナイフの夜」と呼ばれる事件が起きる。ソープが聖書をもじって言った「己が命のために友を投げ打つこと、これに勝る愛は無い」（英: "Greater love hath no man than this, that he lay down his friends for his life"）という言葉は、首相に対する最も的確な評価だと広く受け止められた。ソープは政府官僚に対する効果的な一撃で政治的評価を一気に上げ、1964年イギリス総選挙ではノース・デヴォン選挙区での得票差を大いに伸ばした。1年後には自由党の会計係の職を得て、次期党首への野心に向け、着実な一歩を踏み出していた。
1965年早く、ダブリンで馬関連の職にいくつか就いていたジョシフは、失くした鞄の話と、自身の国民保険カードの問題について手紙を送り、相変わらずソープを困らせ続けていた。しかしながら、ジョシフの訴えに対し、ソープは一切の負担を拒絶した。同年3月中旬、ジョシフは「この5年間、あなたもご存じだと思いますが、ジェレミーとわたしは同性愛関係にありました」と始まる長文の手紙を、ソープの母親に送り付けた。この手紙はソープに「どんな男にも隠れている、この性的不道徳」（英: "this vice that lies latent in every man"）を目覚めさせられたと非難するもので、また彼の冷淡さや不実についても糾弾していた。母アーシュラ（英: Ursula Thorpe）はこの手紙を息子に渡し、ソープの側も「[自分に]損害を与える事実無根の告訴文」として退ける法的声明文を起草し、自分を強請ろうとしているとしてジョシフを非難した。この声明文は結局送付されず、代わりにソープは、ベッセルに助言を求めることにした。
党で最も有名な人物に奉仕したいと渇望していたベッセルは、1965年4月にダブリンへ飛んだ。彼はジョシフが、同情に満ちたイエズス会の聖職者、スウィートマン神父（英: Father Sweetman）の助言を得ていると知る。スウィートマン神父は、少なくともジョシフの主張の一部は本当なのだろうと信じており、ベッセルに対し、なぜこの一件に対処するためにロンドンから飛んできたのか逆に尋ねた。ベッセルはジョシフに対し、公人を脅迫しようとするとどうなるか警告したが、それ以上に懐柔的な語り口で、失くした鞄と保険カードについて何とかしてやると請け合った。彼はまた、アメリカで騎手の職が得られる可能性についても仄めかした。ベッセルの仲裁は問題を封じ込めたかに見え、さらにジョシフの鞄はこの直後に持ち主の手に返ったが、ジョシフによれば、ソープに関係した手紙は全て除かれていたという。続く2年間のほとんどを、ジョシフは様々な職に就こうとしながらアイルランドで穏やかに過ごすが、中には男子修道院に入っていた時期もあった。この頃、ジョシフは自身の名前を、正式に「スコット」と変えている。
1967年4月、スコットはアイルランドからベッセルに手紙を書き、アメリカで新生活が始められるよう、新しい名前でのパスポートを得る助けをしてほしいと述べた。7月に書かれた、前向きさが少し失われた2通目の手紙では、スコットはイングランドに帰っており、医療費やその他の借金で再び窮状に陥っていることが述べられている。彼は保険カードを失くしたせいで、給付金を請求することもできなくなっていた。この時までに、ソープはジョー・グリモンドから自由党党首の座を引き継いでいた。スコットの喫緊の問題を解決し、新しい党首に対する彼の激しい非難が再燃するのを防ぐため、表面上は国民保険の給付金を肩代わりするという形で、ベッセルはスコットに週5〜10ポンド（2023年の115から229ポンドに相当）の「賄賂」（英:  "retainer"）を渡し始めた。ベッセルはスコットの新しいパスポートも工面してやったが、この時までにスコットはアメリカ行きを取り止め、モデルとしてキャリアを築こうと望んでいた。彼はモデル業を始める資金としてベッセルに200ポンド（2023年の4,585ポンドに相当）をねだり、ベッセルも1度は断ったものの、今年はこれ以上要求しないという言質を取った上で、1968年5月に75ポンド（2023年の1,643ポンドに相当）を渡している。

## 発展

### 刺激材料
自由党でのソープのリーダーシップは、当初のうちは成功と言えたものではなかった。地元での選挙運動能力は国政や外交策にすぐ応用できるものでもなく、党内には休む間も無くなる部局もあった。1968年4月に発表されたキャロライン・オールパス（英: Caroline Allpass）とソープの婚約は、彼の私生活に不安を持っていた党関係者を安心させたが、一方でソープが結婚に対する政治的動機づけを強調したことには衝撃も走った（ソープは党の広報官であるマイク・スティールに、結婚は世論調査5%分の価値があると話していた）。ソープは1968年の大半をスコットに悩まされずに過ごしたが、一方のスコットは新たな友人を得た上、ソープの手紙も燃やしていた（ベッセル談）という。スコットは1968年11月に、金欠と仕事の当てが無いことを理由にソープの前に現れたが、党首として適格だと示そうとしていたソープにとっては、最も歓迎せざる訪問者だった。ベッセルは毎週の賄賂を再び渡し始めることで当座の安心をさせてやったが、それもつかの間だった。
1968年12月初旬、ベッセルは庶民院にあるソープの事務所に呼びつけられた。ベッセルによれば、ソープはスコットについて「彼を取り除きたいと思う」と話し、それから「病気の犬を撃つより悪いことはないだろう」と述べたという。ベッセルは後に、ソープが本気だったのかどうかは分からなかったが、協力することを決めて、スコットを排除する方策についてあれこれ話し合ったと回顧している。ソープはコーンウォールのスズ廃鉱山のどれかで片付けることが最も得策だと考え、友人のデイヴィッド・ホームズ（英: David Holmes）が暗殺者に適任だと仄めかしたと推測されている。4人いた自由党会計係補佐の1人だったホームズは、1965年にソープに指名されてこの職に就任し、彼の結婚式ではベストマンを務めたほか、ソープに完全な忠誠心を持っていた。
ベッセルはさらに、1969年1月にホームズと共に会議をするとしてソープから呼び出され、スコットを排除する提案を再び示されたと証言している。ベッセルとホームズはこの案が非現実的で馬鹿馬鹿しいとして却下しながらも、さらに計画を練り直すことを請け負った。ベッセルは、2人とも自分たちが先延ばしすれば、ソープも殺人計画の不条理さに気付いて諦めるのではないかと望んでいたことを明かしている。ホームズの側も、会議に関するベッセルの証言を概ね裏付けるように、この決定の根っこには、「もし私たちが単純に『ノー』と言えば、彼が別のことを考え出すかもしれない——そしてそれがもっと酷い災難を引き起こすかもしれない」との考えがあったと弁明している。ベッセルとホームズの証言によれば、この計画に関する話し合いは1969年5月に終わり、その直前にはスコットの結婚という衝撃的なニュースが飛び込んでいた。

### 党内調査
1971年春までに、ソープの政治的キャリアは行き詰まりに達していた。1970年10月に行われた総選挙で、ソープが指揮した自由党は、エドワード・ヒース率いる保守党が想定外の勝利を収めた一方で、選挙前の13議席中7議席を失い、自身もノース・デヴォン選挙区で400票差にまで追い着かれ、辛うじて当選するという悲惨な結果に終わった。ベッセルは職務上の不安要素が増大し、ボドミン選挙区から出馬しなかった。ソープは選挙運動の指揮について、資金の浪費で党を破産の瀬戸際まで追い込んだとして非難されたが、選挙の10日後に妻キャロラインが交通事故死していたことから、共感の輪が広がって責任問題はひとまず追いやられた。ソープは完全に挫折しており、党首の職は続けたものの、翌年は党の責務としてお決まりのこと以外はほとんど働かなかった。

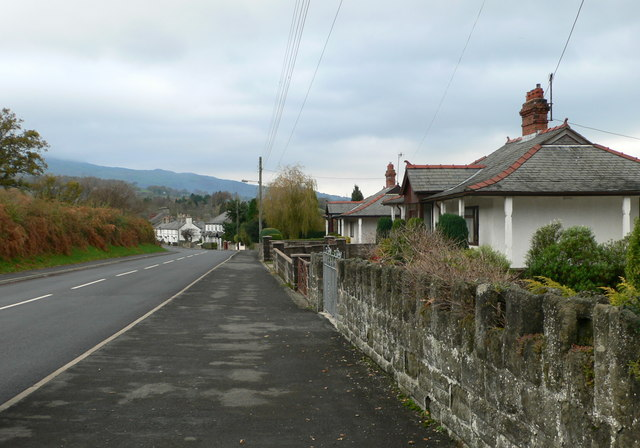
北ウェールズ、コンウィ、タル＝イ＝ボント。スコットが1971年に居住していた村

一方、スコットによる危機は、ベッセルの努力で何とか落ち着いていた。保険カード紛失は、当時妊娠していたスコットの妻が、母子保健サービスを受けられないということでもあった。スコットは新聞に暴露すると脅しをかけたが、この一件はベッセルが保健・社会保障省に働きかけて緊急カードを発行させたことで解決した。スコットの結婚は1970年に破綻したが、彼はソープを責め立て、再び彼の脅威がのしかかることになる。ベッセルの努力で、スコット夫妻の法廷離婚協議でソープに言及される危機は回避され、ベッセルは加えて、ソープが匿名で法的費用を肩代わりするよう取り計らった。1971年初頭、スコットは北ウェールズ、コンウィの村タル＝イ＝ボントのコテージに引っ越し、グウェン・パリー＝ジョーンズ（英: Gwen Parry-Jones）という未亡人と親しくなる。彼はパリー＝ジョーンズに対して、自分はソープに虐待されたのだという話を信じ込ませ、パリー＝ジョーンズの側は、隣接する選挙区・モントゴメリーシャー選出の自由党議員だったエムリン・フーソンに接触する（フーソンは党の右翼で、ソープ・ベッセルの友人ではなかった）。フーソンは庶民院での会合を示唆したという。
1971年5月26日・27日、スコットは自分の一件を、フーソンと党の院内幹事長だったデイヴィッド・スティールに話した。どちらも完全に納得したわけではなかったが、この問題について更なる調査が必要であることは感じ取った。ソープの望みとは裏腹に、内密の党内調査が6月9日に計画され、貴族院での党代表、フランク・バイヤーズをトップにした委員会が組織された。党内調査でバイヤーズは、スコットに対して厳しい姿勢で臨み、彼に椅子すら勧めなかったほか、スコットが「学校に通う男の子が校長先生の前に出されたときのように」と回想したように彼を扱った。バイヤーの非共感的な姿勢はすぐにスコットを不安にさせ、話の細部は複数回にわたって内容が変化したほか、しばしば涙を流すほどだった。バイヤーズは、スコットが典型的な強請り師で、精神科的支援を必要とする人物だと考えた。スコットの側は、バイヤーズが「横柄な古だぬき」（英: "pontificating old sod"）だと吐き捨て、部屋から逃げ帰った。調査委員会は次に、スコットが1962年に見せた手紙について警察に尋ねたが、それらはどうにもならないものだったとの答えしか得られなかった。ソープは内務大臣だったレジナルド・モードリング、ロンドン警視庁 警視総監だったジョン・ウォルドロンに対し、警察はソープの行動に何の関心も持っておらず、ソープが悪事を働いた証拠は見つかっていないとバイヤーズに伝えてほしいと説得した。結果として、党内調査でスコットの主張は棄却された。

### さらなる脅威
バイヤーズの党内調査での仕打ちに怒ったスコットは、ソープへの怨念を晴らすための方法を新たに探し始めた。1971年6月、スコットは、南アフリカのジャーナリストで、同国の諜報機関・南アフリカ国家保安局 (BOSS) のエージェントでもあったゴードン・ウィンター（英: Gordon Winter）に接触した。スコットはソープから受けた（と考えていた）誘惑について事細かに喋り、ウィンターはこの話を聞いて、BOSSの上司ならソープと自由党を壊してしまうことさえできると確信した。一方で、話は裏付けのほとんどない、信用性も薄い証拠に基づいていたので、この話を書き立てるような新聞はどこにも無かった。1972年3月には、スコットの友人だったグウェン・パリー＝ジョーンズが亡くなり、スコットは死因審問の場を利用して、ソープが自分の人生をめちゃめちゃにし、パリー＝ジョーンズを死に追いやったのだと主張した。これらの告発は、どれも公表されずに終わった。鬱状態に陥り無気力となったスコットは、鎮静剤の助けを借りるようになり、暫くの間ソープへの脅威は収まった。
1972年・1973年、ソープと自由党の政治的運勢は再び好転した。ソープの個人的地位は、1973年3月14日に、前夫がエリザベス2世のいとこだったヘアウッド伯爵夫人マリオンと結婚したことでさらに浮揚する。補欠選挙で続けて勝利し、地方自治体でも議席を獲得した後、党はヒースが実施した1974年2月イギリス総選挙で妥当な躍進を遂げた。この選挙で、自由党は投票全体の19.3%に当たる600万票以上を集めて、第二次世界大戦以来の成功を収めたが、多数代表制（多数票方式）のため、議席は14しか得られなかった。それでも、2大政党がどちらも過半数に達しなかったため、これらの議席はソープ（ノース・デヴォン選挙区で自身の得票差を11,072票に伸ばしていた）に、大きな影響力を持たせることになった。首相だったヒースは、ソープや自由党の古参議員に閣僚職を準備し、ソープも短期間だけヒースとの連立政権に参加を模索した。しかし後にソープは、合意に至る可能性がほとんど無いとしてこれを否定し、1974年3月には、労働党の少数与党内閣が作られ、ハロルド・ウィルソンが首相に復帰した。同年2回目となる1974年10月イギリス総選挙では、ウィルソンは辛うじて過半数を獲得し、一方の自由党は530万票の得票で13議席獲得とやや勢いを落とした。
パリー＝ジョーンズの死後、スコットは暫く南西イングランドで穏やかな生活を送った。1974年1月、彼はノース・デヴォン選挙区でソープの対抗馬だった保守党のティム・キーグウィン（英: Tim Keigwin）に会い、ソープとの関係について、彼の側から見た一方的な説明をした。キーグウィンは保守党上層部から、その話は使うべきでないと諭された。スコットはさらに、うつ病治療の主治医だったロナルド・グリードル（英: Ronald Gleadle）にこの話を打ち明けた。彼はグリードルに関係書類を見せたが、医者の側はスコットが知らない所で合意無く、これらの書類をソープの保護者の役目を引き継いでいたホームズに売り払った（ベッセルは1974年1月にカリフォルニアへ移住していた）。ホームズは2,500ポンド（2023年の32,909ポンドに相当）で買い取り、ソープの事務弁護士の家で即座に焼き払われた。また、1974年11月には、ベッセルが使っていたロンドンの事務所を改築しようとした建設業者によって、隠されていた書類が新たに発見された。彼らはソープの名誉を明らかに汚す手紙や写真が詰め込まれたブリーフケースを見つけ、その中にはスコットが1965年にアーシュラ・ソープへ送った手紙も含まれていた。見つけたものの処遇を決めかねた彼らは、これらをタブロイド新聞『サンデー・ミラー』（『デイリー・ミラー』紙の姉妹紙）に送った。この新聞の副編集長だったシドニー・ジェイコブソンは、入っていた書類を公表しないことに決め、ブリーフケースとその中身をソープに渡した。しかしながら、ソープの元へ返す前に、新聞社は書類のコピーを取って保管に回していた。

### 関係者が主張した「共謀」
事件について調査したジャーナリストのサイモン・フリーマン、バリー・ペンローズの2人は、スコットの脅威が再び増してきた1974年初めに、ソープが彼を黙らせる方策について検討していたに違いないと発表している。ホームズは後に、ソープは執拗なまでスコット殺害にこだわり、「[ジェレミーは]あの男がうろついている間は身の安全など無い[と感じていた]」のだと述べた。どのように近付いたのかは不明だが、1974年遅く、ホームズは仕事上の面識があった絨毯販売員のジョン・ル・メスリエールに接近した（同名俳優とは別人）。ル・メスリエールは、スコットの一件に対処する覚悟がある人物と接触できるだろう人物として、スロットマシン売りのジョージ・ディーキン（英: George Deakin）をホームズに紹介した。ホームズとル・メスリエールは、スコットを脅してやる必要があるとして共謀し、ディーキンも手助けに同意した。1975年2月、ディーキンは航空会社でパイロットとして働き、正当な報酬があるならスコットの一件に喜んで対処するというアンドルー・ニュートン（英: Andrew Newton）と会い、5,000〜10,000ポンドが提示された。ディーキンはニュートンにホームズと会うよう勧めた。ニュートンはずっと、自分に提示された「ただ誰かを怖がらせるには多過ぎる」（本人談）額に言及して、自分は人を脅かすためでなく、殺す為に雇われたのだと述べていた。
これらの企みが進行している裏でソープは、バハマに拠点を置く億万長者で、以前自由党へ気前よく出資してくれていたジャック・ヘイワードに手紙を送っている。1974年2月の選挙で自由党が成功した際、ソープは党の資金を補給するため、5万ポンド（2023年の529,768ポンドに相当）の出資を頼み込んだ。彼は更に、うち1万ポンドを、党の通常口座ではなく、チャンネル諸島に住むソープの友人、ナディア・ディンショー（英: Nadir Dinshaw）の元へ振り込むよう依頼した。ソープはこの理由について、選挙の雑費を精算するために必要だと説明した。ヘイワードはソープを信用して1万ポンドをディンショーへ送金し、ディンショーはその金をソープに指示された通りホームズへ送金した。1974年10月選挙の後、ソープは再びヘイワードへ資金援助を頼み、また1万ポンドをディンショーへ送金するよう依頼した。ヘイワードは頼みを聞き入れたが、今度は気乗り薄だったらしく、送金も少し遅れた。帳簿に載らない2万ポンドが調達され、ホームズ、ル・メスリエール、ディーキンは、どの程度使われたのかについては話が合わなかったが、全員口を揃えて「脅迫という共謀」（英: a "conspiracy to frighten"）の資金だったと述べている。後にソープは、ヘイワードに話した「特別な区分の選挙支出」という話を変え、党の会計係と、資金を「後の選挙で資金不足に陥った場合に備えた貯蓄」（英: "as an iron reserve against any shortage of funds at any subsequent election."）に回していたと述べた。彼はニュートンや、この件の関係者への支払を認めたためしはないと否定している。

### 銃撃

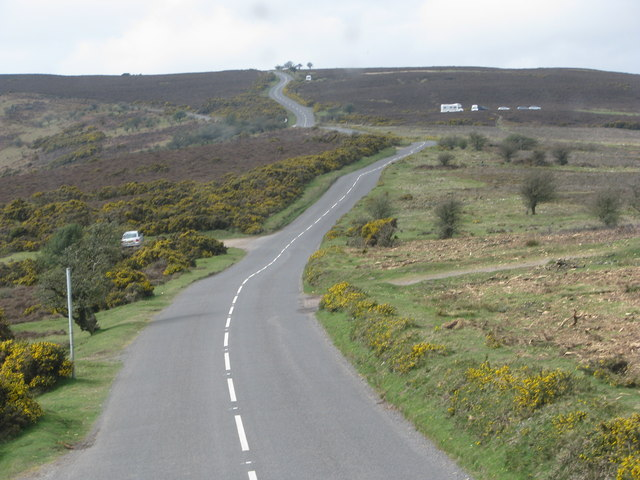
銃撃現場近くであるポーロック・ヒルの原野

ニュートンは1975年10月にホームズと会ったが、ニュートンはこの時頭金の1万ポンドを受け取ったと述べている。後にホームズはそんな取引は無かったと否定したが、ニュートンによる脅迫について合意があったことは認めている。ニュートンは10月12日に、「ピーター・キーン」（英: "Peter Keene"）という偽名を名乗り、黄色いマツダの車でバーンステイプルに向かい、スコットに会って、自分はカナダ人と推定されるヒットマンから彼を守るため雇われたのだと説明した。この話は数週間前に殴りつけられていたスコットにとっては納得できるもので、彼は「キーン」と後日会うことに同意した。しかしながら、彼は充分注意深く、友人に新参者の車の登録番号を控えておくよう頼んでいた。

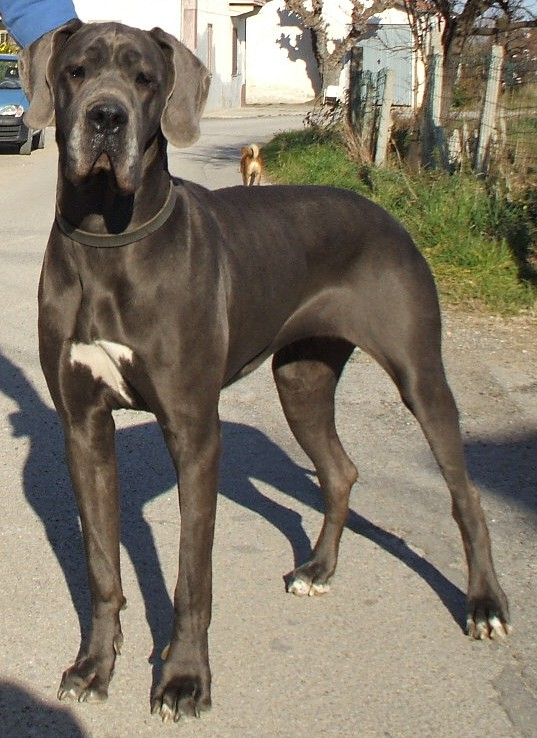
スコットの飼い犬だったリンカと同じグレート・デーン

ニュートンは10月24日に、今度はフォードのセダンを運転して現れ、バーンステイプルのすぐ北にあるクーム・マーティンでスコットと面会した。ニュートンは25マイル (40 km)ほど離れたポーロックまで走って行く必要があるので、話は旅の途中ですればいいから、一緒についてこないかとスコットを誘った。スコットは最近飼い始めたばかりだったグレート・デーンのリンカ（英: Rinka）同伴で現れ、犬嫌いだったニュートンはこれに狼狽したが、スコットはリンカも一緒に行くのだと譲らなかった。ポーロックに着いたニュートンは、自分の仕事があるとして、スコットと犬のリンカをホテルに残して立ち去った。彼はスコットとリンカを20時過ぎに迎えに来て、クーム・マーティンへの帰途に就いた。寂れた一本道で、ニュートンは疲れたふりをして突飛な運転を始め、自分が運転を代わるというスコットの申し出を受け入れた。一行は車を止め、スコット、続いてリンカが車を降りたが、運転席側へ回った彼らは、ニュートンが手に拳銃を握っていることに気付いた。ニュートンは犬の頭を撃ち抜き、「次はお前の番だ」（英: "It's your turn now"）と言いながらスコットに狙いを定めた。しかし拳銃は数度にわたって不発に終わり、ニュートンはスコットと犬の死体を道ばたに残したまま、車に飛び乗って走り去った。
憔悴したスコットが通りかかった車に拾われた後、警察に通報が行き、捜査が始まった。ニュートンはマツダ車の登録番号からすぐに身元が割れて逮捕されたが、取り調べを受けた彼は、スコットが自分を脅迫しており、彼を脅そうとして発砲したのだと話した。彼はホームズとの取引については何も述べなかったが、黙っていた方が最大限の報酬が貰えると踏んだのではないかと考えられている。

## 暴露
1975年12月12日、『プライヴェート・アイ』にオーバロン・ウォーによるティーザー記事が掲載され、その結びでウォーは「私の唯一の望みは、彼の友人の犬に降りかかった災難が、ソープ氏の早過ぎる公職引退の引き金とならないことである」と述べた。この時までに、新聞社の大半がソープとスコットにまつわる一件について察知していたが、名誉毀損を怖れて慎重な態度を取っていた。マシュー・パリスは、沈黙を守ることで、「ソープに、もっと大きな一件が暴かれるべきだと知っているが、待つこともできる、と知らせる」意図があったのだと述べている。1976年1月、スコットは生活保護詐取の罪で治安判事の前に立つことになり、その席でソープとの同性愛関係が原因で追われているのだと述べた。この主張は法廷で行われたため、名誉毀損法の対象外となり、また広く報道されることになった。
同時期、『デイリー・メール』紙はベッセルがカリフォルニア州にいることを突き止め、1976年2月3日にロング・インタビューを実施した。自分がスコットに脅迫されていたのだとするベッセルの主張は、ソープにとっては一時的な隠れ蓑となった。3月6日付の新聞で、ホームズがグリードルからスコットの書類を買い取ったことが報道され、数日後にはデイヴィッド・スティールが個人的友人だったディンショーから、党のために使うはずだった2万ポンドの資金がホームズの仕事用に回され、帳簿外の資金になっていることを聞き出す。スティールはソープに辞職すべきだと勧告したが、ソープの側はこれを拒否した。対応を決めかねた同僚の国会議員たちを安心させようとしたソープは、3月14日に『サンデー・タイムズ』へ "The Lies of Norman Scott"（ノーマン・スコットの嘘）と題した、スコットの主張への反論記事を掲載させる手はずを整えた。
ニュートンの公判はエクセター刑事法院で1976年3月16日から19日にかけて行われ、スコットは捜査当局の弁護士たちが気を逸らそうとしたにもかかわらず、ソープの一件に関する自説を繰り返した。ニュートンは命を脅かす目的で銃火器を所有したとして有罪判決を受け、2年の収監が言い渡されたが、ソープに罪を負わせることは無かった。しかしながらソープは、自身の地位の危機と金儲けになる可能性に目敏く気付いたベッセルが態度を一変させ、5月6日号の『デイリー・メール』紙で、以前の友人を守るため嘘をついていたと告白したことで更なる難局に陥る。ソープにとっては、関係初期にスコットへ送った手紙を、新聞で公表されないかどうかも心配事であった。これに機先を制するため、ソープは、自身に概ね共感的だった『サンデー・タイムズ』で2通の手紙を公開することに踏み切る。1通は、ソープがスコットのことを愛称の "Bunnies"（バニーズ、「ウサちゃん」の意味）と呼んでいるものだった。この手紙の書き口は、読者や解説者たちに、ソープが実際の関係について正直に話していないと確信させた。1976年5月10日、批判が湧き上がる真っ只中でソープは自由党首を辞任し、スコットの主張については再び頭から否定したが、彼の主張が党に打撃を与えたことは渋々認めた。
ソープの辞任後、18ヶ月に渡って報道各社の関心が比較的薄い状態が続き、引き続き行われていた調査の進展度を隠すことに役立った。「ペンコート」と呼ばれたジャーナリストのバリー・ペンローズとロジャー・コーティアーは、当初、首相を辞任したウィルソンが、ソープは南アフリカ情報当局の監視対象だったという自説を調査するため雇った人物だった。「ペンコート」は調査の過程でベッセルに接触し、彼はスコット殺害の共謀や、共謀でのソープの役割について彼らに話した。この話は、1977年10月に出所したニュートンが、ロンドンの新聞『イヴニング・ニュース』に自分の話を売りつけたことで、彼らの公表前にすっぱ抜かれてしまう。ニュートンはスコットを殺すために5,000ポンドを支払われたと述べ、ル・メスリエールから報酬を受け取る自身の写真を提供した。長い警察の捜査が続き、しまいにはソープ、ホームズ、ル・メスリエール、ディーキンの4人が殺人共謀の疑いで告訴された。ソープはさらに、1969年にベッセル・ホームズと行った会議に基づき、殺人教唆の疑いでも訴追された。保釈後、ソープは「私はこの件で完全に潔白で、徹底的に戦う」（英: "I am totally innocent of this charge and will vigorously challenge it".）と述べている。
1978年8月2日、ソープはローデシアの将来に関する庶民院での討論に参加したが、その後はノース・デヴォン選挙区選出の議員でありながら、一切の国会活動を停止している。1978年にサウスポートで開かれた自由党の年次党大会で、ソープは芝居がかった演出で入場して演壇に立ち、党執行部を戸惑わせた。

## 拘留と公判
捜査当局は公判前の公判付託手続実施を決め、手続は1978年11月20日にマインヘッドで始まった。ディーキンの法廷弁護士の依頼により、報道制限が解除され、新聞各社は名誉毀損法抵触の恐れなく、法廷での発言を逐一報道できるようになった。この動きは、新聞報道を避けて訴訟棄却に持ち込むために非公開審理を望んでいたソープを激昂させた。結果はどうあれ、ソープは報道の風向き次第で自身のキャリアは打ち砕かれ、スコットの復讐が完遂するであろうことを理解していた。付託手続が始まり、ベッセルは、病気の犬を撃ち殺す話を含め、1969年の会合でホームズがスコットを殺すべきだとソープが仄めかした旨を主張した。法廷の出席者たちは、ベッセルが『サンデー・テレグラフ』（『デイリー・テレグラフ』の姉妹紙）と接触し、自身の話と引き換えに5万ポンド（2023年の362,320ポンドに相当）の報酬を得ていた事を知る。ディンショーは、自身がヘイワードから受け取りホームズに流した2万ポンド、またソープによる隠蔽工作の証拠を提出した。ニュートンは、ホームズがスコットの殺害を望んでいたと法廷証言し、「彼は[スコットが]この地球から消え去り、2度と姿を現さなければよいと考えていた。方法は自分に一任された」と述べた。スコットは、ソープの母親宅で受けたと主張するソープからの誘惑、またその他の機会について客観的に詳細まで述べ、ポーロック・ヒルの原野で起きた銃撃事件についても詳述した。付託手続の最後に、治安判事長は4人の被告をオールド・ベイリーこと中央刑事裁判所（英: the Central Criminal Court）での公判に付した。
1979年3月、労働党のジェームズ・キャラハン内閣が倒れ、引き続いて5月3日に1979年イギリス総選挙が行われた。選挙の影響で公判開始は短期間遅らされ、地元の自由党員から引き続き支持を得ていたソープは、今まで通りノース・デヴォン選挙区から出馬した。国中で行われた党の選挙運動から孤立させられたソープは、8,000票以上の得票差を付けられ、保守党の候補に敗戦した。
審理は5月8日に始まったが、裁判長は、注目を集める審理の経験に乏しく、あまり有名ではなかった高裁判事のジョゼフ・カントリーが務めた。ソープは自身の弁護を、マンチェスターのノーザン・サーキットで刑法事務所を設立していたジョージ・カーマンに依頼し、この件はカーマンにとって、初めて担当する全国的に注目を集める裁判となった。カーマンは、ソープへの有罪判決で経済的利益が得られると踏んでいたことをばらし、ベッセルの証言の信用性を損なうことに成功した（ベッセルと新聞社の契約では、ソープに無罪判決が下った場合、支払われる報酬は半額の25,000ポンドになるとされていた）。判事がベッセルの性格について低評価したことは疑いようもなく、公判について本を出版したオーバロン・ウォーは、他の証人に対するカントリーの全体的な態度は、どんどんと一方的なものになっていったという。6月7日、ディーキンは公判で、ニュートンをホームズと引き合わせたことは認めつつも、自身では脅迫者への対抗措置を手助けする人物が必要だったのだと考えており、殺人の共謀については全く知らなかったと述べた。ディーキンは公判で証言した唯一の被告で、それ以外の被告は沈黙を貫き、証人も呼ばれなかったが、これはベッセル、スコット、ニュートンの証言に基づいた状態では、捜査当局も有罪を立証できないだろうと考えてのことだった。ソープの代理人として最終弁論に臨んだカーマンは、ホームズらが、ソープのあずかり知らないところで共謀を企てた可能性を提起した。
6月18日、判事は説示を始めた。判事は、被告たちの過去の評判がよかったことに陪審員団の注意を向け、「今まで欠点が無いとの評判だった人物たち」（英: "men of hitherto unblemished reputation."）と述べた。カントリーはソープについて、「非常に有名な公的記録を持つ、国民的な人物」（英: "a national figure with a very distinguished public record".）と述べた。判事は主要な証人たちの瑕疵について述べた。ベッセルは「ペテン師」（英: "humbug"）で、『サンデー・テレグラフ』紙と連絡を取ったことは「嘆かわしい」（英: "deplorable"）とした。スコットについては、詐欺師、他人のすねかじり、不平ばかりの人物、厄介者だとし、「しかし勿論、彼が真実を話しているという可能性もある。この辺りは信用の問題だ」（英: "but of course he could still be telling the truth. It is a question of belief."）と述べた。ニュートンは偽証者、そして間抜けと表現され、「この件から出来るだけ甘い汁を吸おうとした」（英: "[He] determined to milk the case as hard as he can."）と評された。ソープがヘイワードから得た2万ポンドの謎については、この件に無関係と考えられ、判事は「ある人が金を騙し取ったという事実は、彼が共謀の一因だったことを[証明する]ものではない」とされた。ウォーは判事の公正性に欠ける態度について、被告人に対する陪審員の反作用的態度を生む可能性もあると感じた。説示は風刺家のピーター・クックによって痛烈にもじられ、公判の直後には、アムネスティ・インターナショナルへのチャリティイベントである『シークレット・ポリスマンズ・ボール』 (1979年版) で、クックの書いたスケッチが上演された。クック版は、フリーマンとペンローズによれば、「実際の所、オリジナルとほとんど差異は無かった」とのことである。

## 無罪判決、そして事件の余波
陪審員団は6月20日の朝に評決するため引き下がった。2日後に再開した公判で、陪審員団は4人の被告全員に無罪を宣告した。判事はディーキンに必要経費を支払ったが、調査に非協力的だったと考えてホームズとル・メスリエールには支払わなかった。ソープは経費の申請を行わなかった。短い公式声明の中で、ソープは評決について「完全に公正・公平で、完璧な無実の証明」（英: "totally fair, just and a complete vindication."）だと考えている旨を明らかにした。デイヴィッド・スティールは自由党を代表し、「大いにほっとした」（英: "a great relief"）として評決を歓迎し、ソープについては「しかるべき休息と疲労回復用の時間の後[中略]素晴らしい才能を発揮する道を見つけるだろう」（英: Thorpe would, "after a suitable period of rest and recuperation ... find many avenues where his great talents may be used."）と述べた。ノース・デヴォンでもソープの無罪評決は歓迎され、ミサでは、式を執り行ったジョン・ホーンビィ司祭（英: The Rev. John Hornby）が「神のしもべであるジェレミーへの手助けに。暗闇は今や消え去り、真実の光が輝いている。これは主が作りたもうた日なのだ！今日は魂の救済の日なのだ！」として神へ感謝を告げた。
無罪判決が下ったものの、世間では、ソープの態度は不適切で、十分に説明責任を果たしていないという認識が強かった。バーンステイプル大執事はホーンビィのメロドラマ的な感謝ミサに批判的で、「オールド・ベイリーでの結果には大量の不幸が付いている。大勢の人々にとっては、この一件に関する公判は大きな疑問符を付けて終わったというところだ」と述べた。党に活発な政治活動への復帰を拒まれたソープは、1982年にアムネスティ・インターナショナルから英国本部の理事として招聘されるが、団体スタッフの抗議に遭って辞退した。それから程なくして、ソープにはパーキンソン病の徴候が現れ始め、1980年代半ばにはほとんど完全に公職から退き、私生活に軸足を移すことになる。1988年に旧自由党が社会民主党と合併して自由民主党を結党した後、ノース・デヴォン選挙区の自由民主党本部はソープと政治的に和解し、彼を名誉総裁職に据えた。ソープが1997年に自由民主党の党大会に参加した際には、彼に拍手喝采が贈られた。1999年、ソープは政治活動の回顧録である "In My Own Time" を出版し、公判の最中沈黙を保ったことを正当化した上で、結果については全く疑っていなかったと述べた。9年後の2008年1月、ソープは25年ぶりに『ガーディアン』紙のインタビューに応じた。この一件に話が及ぶと、彼は「今あの事件が起こったならば、大衆ももう少し優しかったと思う。あの時彼らは、あの一件に大層戸惑った……あの事件は彼らの価値観を害した」と述べた。ソープは妻マリオンが死んだ後、2014年12月4日に85歳で亡くなった。
公判の後、ル・メスリエールの人物評は低空飛行を続け、全国紙に「本当の話」(英: "the real story"）を売ろうという目論見も失敗に終わった。1981年6月には、『ニュース・オブ・ザ・ワールド』に連載された記事にホームズが登場し、「ジェレミーが直面した教唆罪は本当のもので、もし自分が証人席に立っていたなら、真実を話さざるを得なかったはずだ」と述べ、ソープからスコットを殺すよう頼まれたと再主張した。ホームズは1990年に亡くなる前、スコットを「脅迫する」"frighten" 共謀に加わったことは認めたが、それは彼の殺人を意味するものではなかったとしている。ベッセルは事件にまつわる話をまとめて、1980年にアメリカで出版した。ベッセルは1985年に亡くなったが、晩年の労力はカリフォルニア州・サンディエゴでのビーチ浸食を食い止めるキャンペーンに注がれた。ニュートンは、ル・メスリエールと同じく、事件の話で金稼ぎをしようと試みたが、彼の話を出版しようという新聞社は無く、失敗した。この一件に関するスコットの最後の言説は評決直後に出されたもので、結果には驚かなかったが、判事が裁判官席という安全な場所から自分の性格について糾弾したことにはうろたえた、とするものである。2014年12月、74歳になったスコットは最近デヴォンからアイルランドに移住したと報じられたが、ジョン・プレストンは、2016年に出版した著作の中で (en) 、「ダートムーアの村で[中略]70羽のニワトリ、3頭の馬、1匹の猫、1羽のオウム、1羽のカナリア、5匹の犬と[暮らしている]」とスコットの近況を伝えている。2017年には南西イングランドで穏やかな生活をしていると報じられている。
この事件を追い2014年にBBCで放送されたドキュメンタリー（→外部リンク参照）では、アンティークの銃火器収集家デニス・ミーアン（英: Dennis Meighan）が、匿名の古参自由党員からスコットを殺すために雇われ、13,500ポンドを支払われたと述べた。ミーアンは、当初は賛成していたものの気が変わり、ニュートンに銃撃で使われた銃を提供したと述べている。警察に自白した後、彼は予め準備された声明文に署名するよう求められたが、その内容はミーアンに拠れば「有罪になるようなことは全て忘れるが、同時に、自分が自由党、ジェレミー・ソープ、その他に関して述べたこともまた忘れる」というものだった。BBCのトム・マンゴールドはミーアンの供述について、もし本当ならば、「超最高級の共謀」（英: "a conspiracy at the very highest level"）があったことを示唆すると述べた。2016年、エイヴォン・サマセット警察は、初期捜査の独立見解を述べた捜査文書を、ウェールズ・グウェント警察に引き渡したことを発表している。
また2017年には、この事件にまつわるプレストンの著作（Preston (2016)）を元に、BBC Oneで3部作のドラマを放送することが発表された。タイトルは原作と同じ "A Very English Scandal" で、ヒュー・グラントがソープ、ベン・ウィショーがスコットを演じ、脚本はラッセル・T・デイヴィス、監督はスティーヴン・フリアーズが務める。グラントにとっては25年ぶりの英国ドラマ界復帰となるほか、ウィショーはイギリスでの同性愛非犯罪化50年を記念して作られたドラマ "Queers"（マーク・ゲイティス脚本）に出演していたことから、作品の製作に注目が集まった。撮影は2017年10月に始まった。作品はBBC Oneで2018年5月20日から3回に分けて放送され、日本ではWOWOWプライムにて『英国スキャンダル〜セックスと陰謀のソープ事件』との題名で放送されることになった（初放送は2018年10月21日）。